# Chrysothlypis
Chrysothlypis är ett fågelsläkte i familjen tangaror inom ordningen tättingar: Släktet omfattar två arter som förekommer från Costa Rica till Ecuador:
- Svartgul tangara (C. chrysomelas)
- Rödvit tangara (C. salmoni)